# Йёргенсен, Бодиль
Бодиль Йёргенсен (дат. Bodil Jørgensen; род. 3 марта 1961) — датская актриса. Известна ролью Карен в фильме Ларса фон Триера «Идиоты» (1998), участвовавшем в программе Каннского кинофестиваля. За эту роль она получила национальную датскую кинопремию «Бодиль». Также Йёргенсен номинировалась на эту премию за роль в фильме «Небесный мастер: История летающей семьи».

## Избранная фильмография
| Год  |   | Русское название | Оригинальное название | Роль         |
| ---- | - | ---------------- | --------------------- | ------------ |
| 2014 | ф | Серена           | Serena                | миссис Слоун |